# Fresno el Viejo
Fresno el Viejo is een gemeente in de Spaanse provincie Valladolid in de regio Castilië en León met een oppervlakte van 64,46 km². Fresno el Viejo telt 946 inwoners (1 januari 2016).